# Anale driehoek
De anale driehoek is een benaming voor de aaneengrenzende gemeenten Kontich, Aartselaar en Reet (deelgemeente van Rumst) die zich bevinden in de provincie Antwerpen. De anale driehoek is een verwijzing naar de namen van deze dorpen (kont, aars en reet) en hun ligging dichtbij elkaar.
De benaming verwijst naar het anale gedeelte van het perineum.